# Persicaria geocarpica
Persicaria geocarpica är en slideväxtart som beskrevs av Suyama & K.Ueda. Persicaria geocarpica ingår i släktet pilörter, och familjen slideväxter. Inga underarter finns listade i Catalogue of Life.